# 法托贝利亚县
法托贝利亚县是东帝汶民主共和国马努法希区的一个县，该县面积375.92平方公里，2010年人口普查时时人口为6902，县治位于Welaluhu。